# God Save the Queen (Sex-Pistols-Lied)
God Save the Queen ist ein Lied der englischen Punkrockband Sex Pistols. Es war die zweite von der Band veröffentlichte Single und erschien auf dem Album Never Mind the Bollocks, Here’s the Sex Pistols.

## Geschichte
Entgegen einigen Gerüchten war es von der Band nicht geplant, God Save the Queen zum silbernen Thronjubiläum von Königin Elizabeth II. zu veröffentlichen, das Lied „God Save the Queen“ – bereits 1976 geschrieben – sollte ursprünglich No Future heißen und bereits im März erscheinen. Durch erneute Probleme mit der nach dem Rauswurf bei EMI eingesprungenen Plattenfirma A&M Records verschob sich der Termin jedoch, bis Virgin die Band unter Vertrag nahm. Das Plattencover wurde vom britischen Künstler Jamie Reid entworfen und zeigt ein leicht verfremdetes Gesicht von Elizabeth II., über deren Augen der Titel God Save the Queen und über deren Mund der Band-Name geschrieben steht. Es wurde vom Rock-Magazin Q auf Platz 1 der besten Cover gewählt. Nach der Veröffentlichung weigerte sich die BBC, das Lied zu spielen. Weiterhin gab es Gerüchte, dass, obwohl die Band mehr Singles als die damalige Nr. 1 der Charts verkauft habe, trotzdem auf Platz 2 gesetzt worden sei, um die Königin in ihrem Jubiläumsjahr nicht in Verlegenheit zu bringen. Über die Bedeutung des Textes äußerte sich Johnny Rotten, der Sänger der Band:

“You don't write 'God Save The Queen' because you hate the English race, you write a song like that because you love them; and you're fed up with them being mistreated…”

„Du schreibst ‚God Save the Queen‘ nicht, weil du die englische Rasse hasst, du schreibst ein solches Lied, weil du sie liebst; und es stinkt dir, dass sie misshandelt wird …“

Die Reaktionen der Öffentlichkeit nach der Veröffentlichung waren zwiespältig: Einerseits wurde die Band angefeindet, andererseits wählte zum Beispiel wieder das Q-Magazin die Single auf Platz 3 der „100 Lieder, die die Welt verändert haben“. In der Woche des Thronjubiläums der Königin gab die Band ein Konzert auf einem Boot auf der Themse; sie spielte unter anderem Anarchy in the U.K. und God Save the Queen, bevor das Boot von Polizisten geentert wurde und einige Personen festgenommen wurden.
Da A&M Records bereits einige Singles gepresst hatte, bevor sie den Vertrag mit den Sex Pistols auflöste, sind die Pressungen von God Save the Queen von A&M die derzeit wertvollsten Vinyl-Sammlerstücke mit Preisen über 8000 £.
Das Lied geriet im November 2016 erneut in die britischen Schlagzeilen, als der britische konservative Parlamentsabgeordnete Andrew Rosindell den Wunsch äußerte, der öffentlich-rechtliche Fernsehsender BBC One solle als Reaktion auf den Austritt Großbritanniens aus der EU wieder am Ende des Tages God Save The Queen spielen. Von Rosindell gemeint war das Abspielen der gleichnamigen Nationalhymne; eine Praxis, die zum Ende der 1990er Jahre aufgehoben wurde, da die BBC rund um die Uhr auf Sendung ist. Am selben Tag schloss die auf BBC Two ausgestrahlte spätabendliche Nachrichtensendung Newsnight mit dem Verweis, dass man zwar nicht BBC One sei und der Abend noch nicht zu Ende wäre, aber man Rosindells Bitte gerne nachkomme, indem sie das Musikvideo des gleichnamigen Sex-Pistols-Songs als Untermalung für den Abspann verwendete.

## Produktion
So wie schon die erste Single Anarchy in the U.K. wurde auch diese in den Wessex Studios produziert. Obwohl Sid Vicious Glen Matlock bereits vor den Aufnahmen ersetzt hatte, wurde der Bass von Steve Jones eingespielt. Die B-Seite der Single ist Did You No Wrong.

## Besetzung
- Gesang: Johnny Rotten
- Gitarre und Bass: Steve Jones
- Schlagzeug: Paul Cook
- Produzent: Chris Thomas
- Toningenieur: Bill Price

## Coverversionen
Das Lied wurde von mehreren Bands gecovert, unter anderem:
- Motörhead
- Anthrax
- Quorthon
- Nouvelle Vague